# ジイジ〜孫といた夏〜
『ジイジ〜孫といた夏〜』（ジイジまごといたなつ）は、NHKの月曜ドラマシリーズで放送された日本のテレビドラマ。
2004年8月16日から9月6日までの全4回が放送され、最終回で視聴率17.0%を記録するなどし、その後数回再放送された。頑固な老人「ジイジ」（西田）とその家族が繰り広げるホームドラマ。制作はアベクカンパニー。 脚本は野依美幸。
現代の父親不在の家庭では従来のようなホームドラマは成り立たないために、父親は故人とし、父親の代わりに祖父を配置することによって家庭内の問題を古き良き時代の手法で解決するストーリーで、このようなドラマの先駆けとしては、アメリカ合衆国で制作された『Our House』（日本ではNHKが『頑固じいさん孫3人』のタイトルで放送）がよく知られている。
翌年2005年7月4日 - 8月1日には、月曜劇場・シリーズドラマとして続編・『ジイジ2〜孫といた夏〜』が全5回で放映された。

## 主な出演者
- 片岡英吉：西田敏行[4]
- 片岡夏子：古手川祐子
- 片岡あたる：榮倉奈々
- 片岡昴：落合扶樹
- 片岡翔：小杉彩人
- 坂本美鈴：いしのようこ
- 磯崎和夫：野村宏伸
- 小川医師：沼崎悠
- 沢田一成：織本順吉

## スタッフ
- 脚本：野依美幸[1]
- プロデューサー：柴崎正
- 演出：赤羽博、楠田泰之

## タイトル

### 第1シリーズ
- 第1回 お世話になります
- 第2回 ひとりはヤダ!
- 第3回 居場所をください
- 第4回 みんなといたい

### 第2シリーズ
- 第1回 またまた面倒かけます
- 第2回 私の生きる道
- 第3回 子供できちゃった!?
- 第4回 再婚するの!?
- 第5回 ずっと一緒にいたい